# Heidi Stengelhofen-Weiß
Heidi Stengelhofen-Weiß (* 12. Juni 1966 in Trier) ist eine deutsche Juristin und Richterin am Bundesverwaltungsgericht.

## Werdegang
Stengelhofen war ab März 1996 am rheinland-pfälzischen Ministerium der Justiz tätig. Einer Verwendung als Richterin am Verwaltungsgericht Koblenz folgte von Oktober 2000 bis August 2003 eine Abordnung als wissenschaftliche Mitarbeiterin an das Bundesverwaltungsgericht. Anschließend war Stengelhofen an das Oberverwaltungsgericht Rheinland-Pfalz und das Verwaltungsgericht Koblenz abgeordnet. Im Januar 2004 folgte die Ernennung zur Richterin am Oberverwaltungsgericht Rheinland-Pfalz.
Seit Juni 2008 ist Stengelhofen Richterin am Bundesverwaltungsgericht, wo sie dem für das Fürsorgerecht, das Staatsangehörigkeitsrecht und das Entschädigungs- und Ausgleichsleistungsrecht zuständigen 5. Revisionssenat zugewiesen wurde.